# Sailly-Laurette
Pour les articles homonymes, voir Sailly.
Sailly-Laurette est une commune française située dans le département de la Somme, en région Hauts-de-France.

## Géographie

### Localisation

#### Communes limitrophes

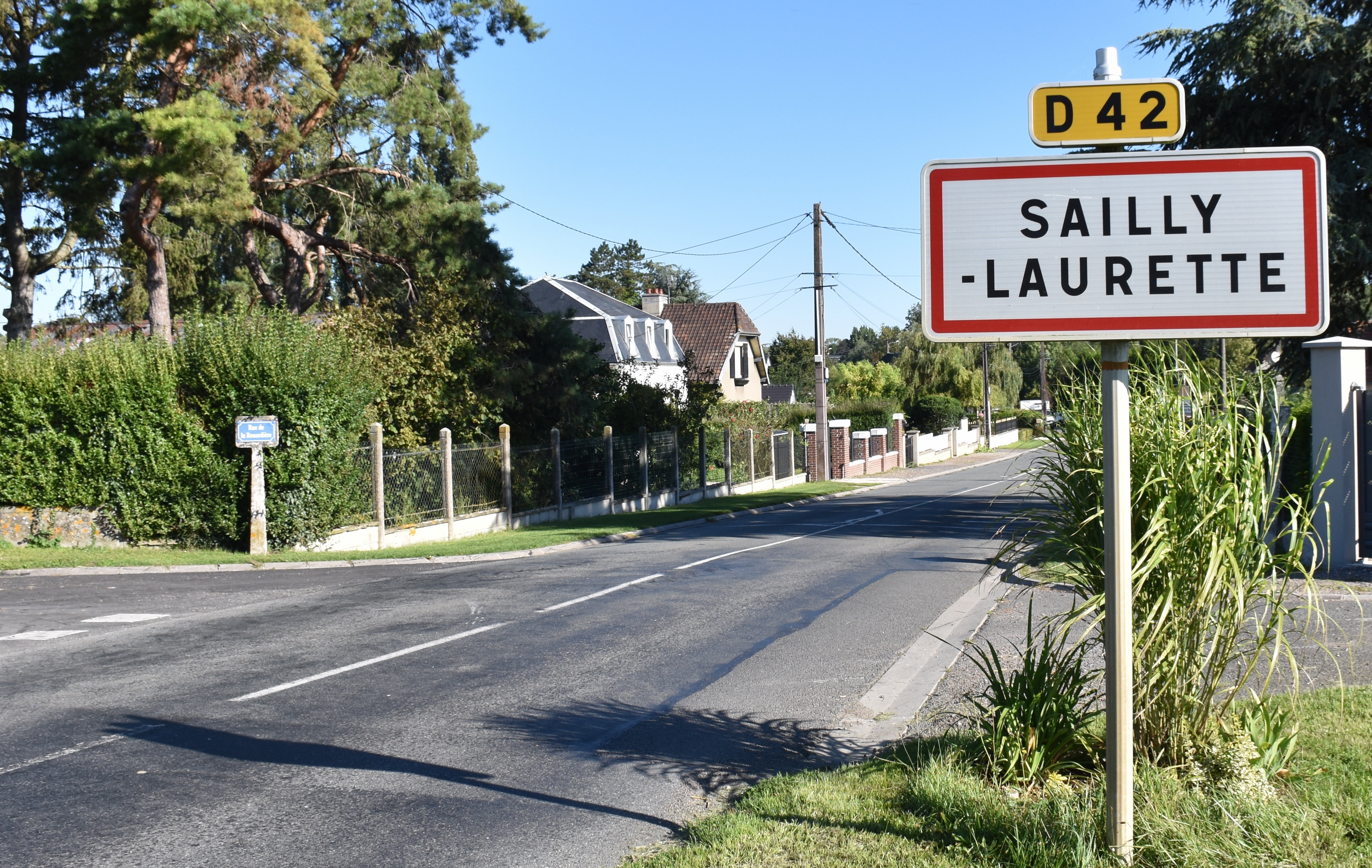
Une entrée de la commune.

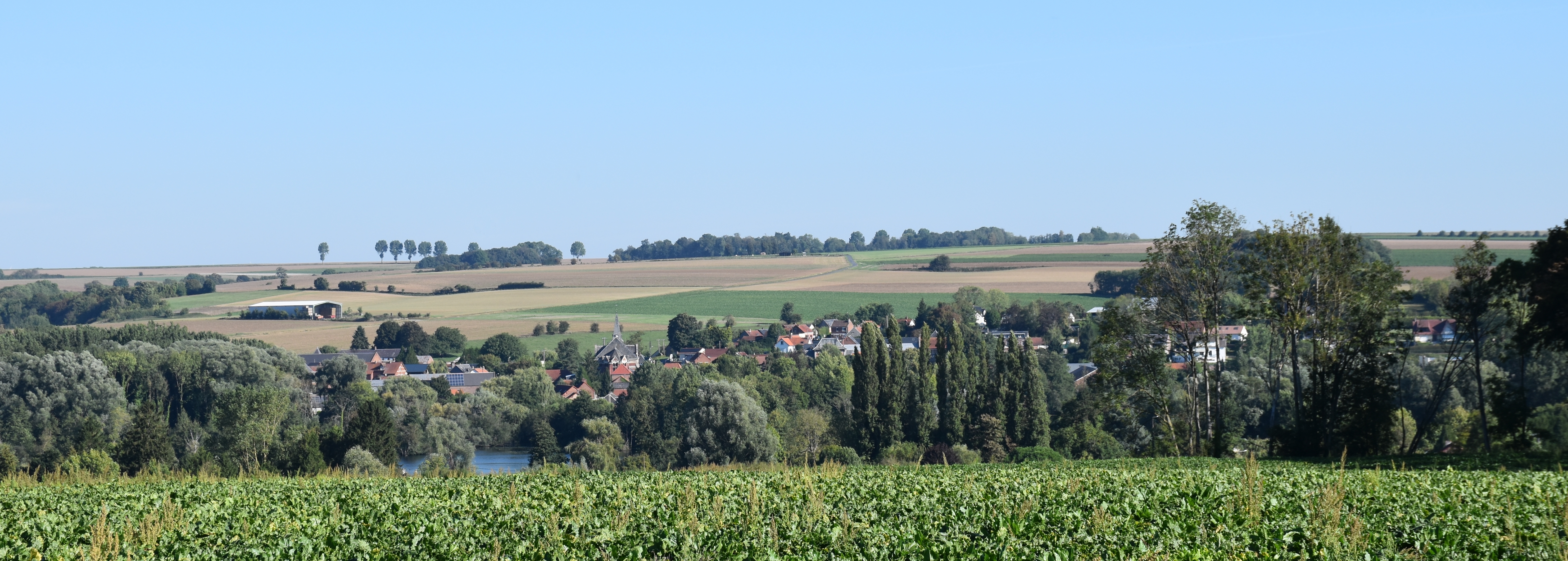
Panorama du village blotti au fond de la vallée de la Somme.

|               | Morlancourt et Ville-sur-Ancre |          |
| Sailly-le-Sec | Sailly-Laurette                | Chipilly |
| Le Hamel      |                                | Cerisy   |

### Nature du sol et du sous-sol
Le sol et le sous-sol de la commune sont de nature quaternaire et moderne. Le sol est composé de terre arable, le sous-sol de calcaire et de sable. Les marais sont sous une faible couche de terre, riches en tourbe.

### Relief, paysage, végétation
Le relief de la commune se compose de deux ensembles distincts :
- la vallée de la Somme dont le point le plus bas est à 28 m d'altitude et
- le plateau qui culmine à 79 m d'altitude. Le terrain s'élève presque à pic à environ 50 m du fleuve[1].

### Hydrographie

#### Réseau hydrographique
La commune est située dans le bassin Artois-Picardie. Elle est drainée par la Somme canalisée, le Marais de Vaux et Marais de Sailly le Sec, la Source de Sailly-Laurette et le Gailly,.
Le canal de la Somme, construit entre 1770 et 1827, et mis au gabarit Freycinet en 1880, est long 170 km. Il débute à Saint-Simon où il touche au canal de Saint-Quentin et débouche dans la baie de Somme. L'écluse N° 13 est située sur le terroir de la commune. Au pont du gouffre, la Somme se divise en plusieurs bras. Le canal passe au sud de la commune.

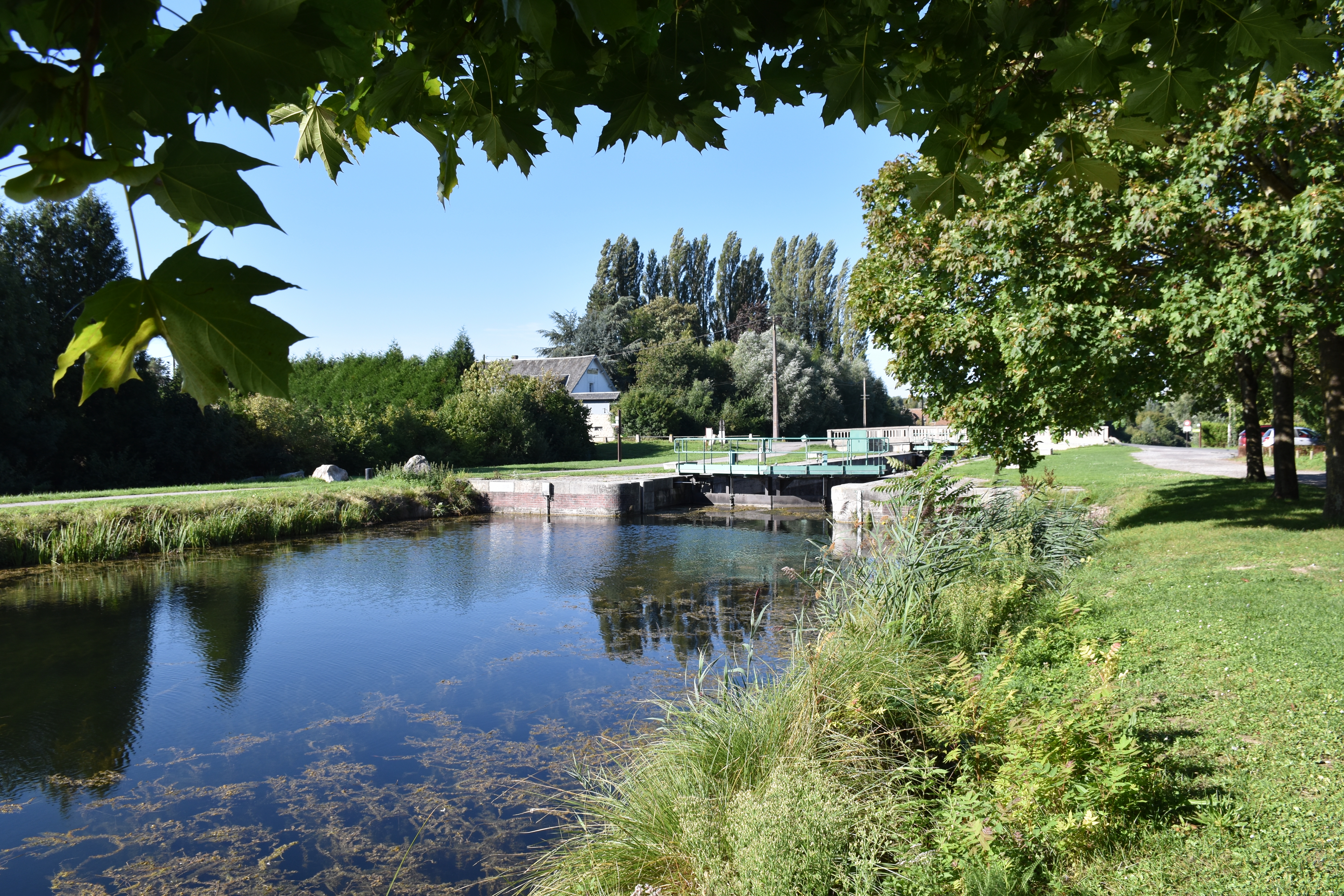
L'écluse N° 13 sur le Canal de la Somme.
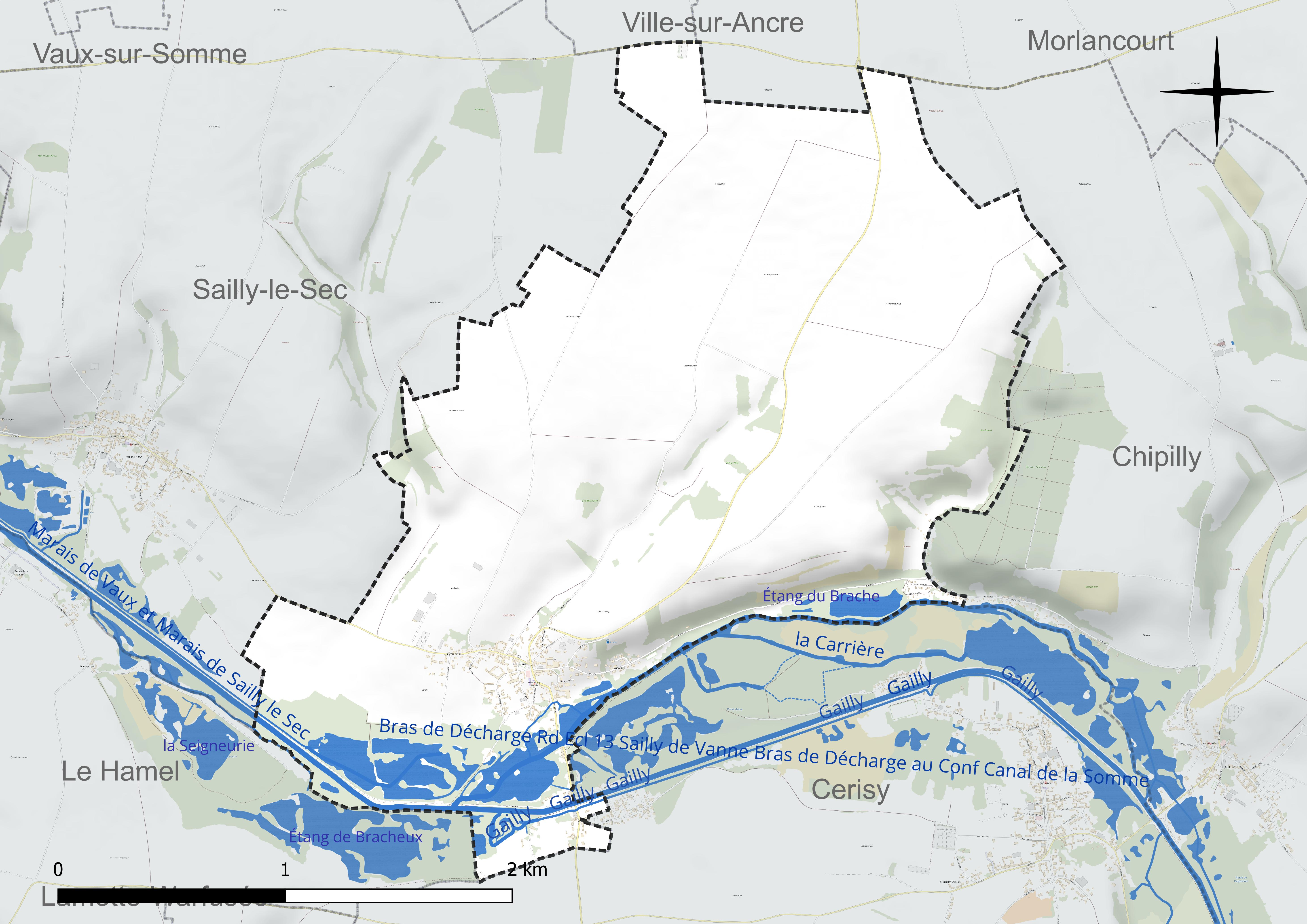
Réseau hydrographique de Sailly-Laurette.

Un plan d'eau complète le réseau hydrographique : l'étang du Brache (2,7 ha),.

#### Gestion et qualité des eaux
Le territoire communal est couvert par le schéma d'aménagement et de gestion des eaux (SAGE) « Haute Somme ». Ce document de planification concerne un territoire de 1 798 km2 de superficie, délimité par le bassin versant de la Haute Somme est constitué d'un réseau hydrographique complexe de cours d'eau, de marais, d'étangs et de canaux. Le périmètre a été arrêté le 21 avril 2006 et le SAGE proprement dit a été approuvé le 15 juin 2017. La structure porteuse de l'élaboration et de la mise en œuvre est le syndicat mixte d'aménagement hydraulique du bassin versant de la Somme (AMEVA).
La qualité des cours d'eau peut être consultée sur un site dédié géré par les agences de l'eau et l'Agence française pour la biodiversité.

### Climat
Pour des articles plus généraux, voir Climat des Hauts-de-France et Climat de la Somme.
En 2010, le climat de la commune est de type climat océanique dégradé des plaines du Centre et du Nord, selon une étude du CNRS s'appuyant sur une série de données couvrant la période 1971-2000. En 2020, Météo-France publie une typologie des climats de la France métropolitaine dans laquelle la commune est exposée à un climat océanique et est dans la région climatique Nord-est du bassin Parisien, caractérisée par un ensoleillement médiocre, une pluviométrie moyenne régulièrement répartie au cours de l'année et un hiver froid (3 °C).
Pour la période 1971-2000, la température annuelle moyenne est de 10,4 °C, avec une amplitude thermique annuelle de 14,3 °C. Le cumul annuel moyen de précipitations est de 744 mm, avec 12,5 jours de précipitations en janvier et 8,8 jours en juillet. Pour la période 1991-2020, la température moyenne annuelle observée sur la station météorologique la plus proche, située sur la commune de Méaulte à 9 km à vol d'oiseau, est de 10,7 °C et le cumul annuel moyen de précipitations est de 730,3 mm,. Pour l'avenir, les paramètres climatiques de la commune estimés pour 2050 selon différents scénarios d'émission de gaz à effet de serre sont consultables sur un site dédié publié par Météo-France en novembre 2022.

## Urbanisme

### Typologie
Au 1er janvier 2024, Sailly-Laurette est catégorisée commune rurale à habitat dispersé, selon la nouvelle grille communale de densité à sept niveaux définie par l'Insee en 2022.
Elle est située hors unité urbaine. Par ailleurs la commune fait partie de l'aire d'attraction d'Amiens, dont elle est une commune de la couronne,. Cette aire, qui regroupe 369 communes, est catégorisée dans les aires de 200 000 à moins de 700 000 habitants,.

### Occupation des sols
L'occupation des sols de la commune, telle qu'elle ressort de la base de données européenne d'occupation biophysique des sols Corine Land Cover (CLC), est marquée par l'importance des territoires agricoles (83 % en 2018), en augmentation par rapport à 1990 (78,7 %). La répartition détaillée en 2018 est la suivante : 
terres arables (69,7 %), zones agricoles hétérogènes (13,2 %), eaux continentales (7,7 %), zones urbanisées (4,2 %), forêts (1,9 %), zones humides intérieures (1,6 %), milieux à végétation arbustive et/ou herbacée (1,5 %). L'évolution de l'occupation des sols de la commune et de ses infrastructures peut être observée sur les différentes représentations cartographiques du territoire : la carte de Cassini (XVIIIe siècle), la carte d'état-major (1820-1866) et les cartes ou photos aériennes de l'IGN pour la période actuelle (1950 à aujourd'hui).

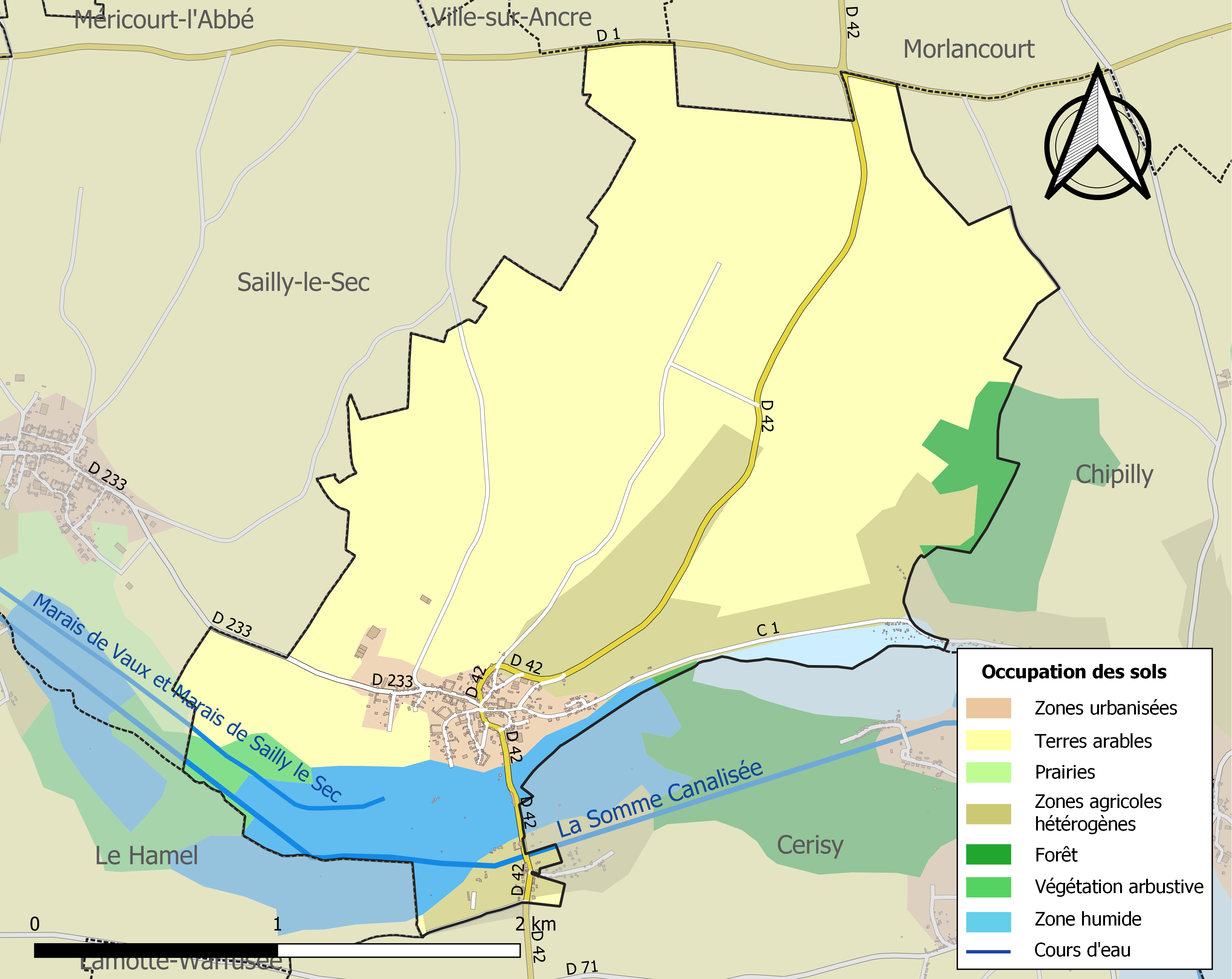
Carte des infrastructures et de l'occupation des sols de la commune en 2018 (CLC).

### Habitat
Le village fut totalement détruit pendant la Première Guerre mondiale. Le 1er janvier 1966, Gailly jusque-là hameau de la commune de Cerisy-Gailly est devenu un hameau de Sailly-Laurette dont il n'est séparé que par la Somme.

## Toponymie
On trouve plusieurs formes dans les textes anciens pour désigner Sailly-Laurette : Sailliacum aquosum, Sallerium viride (1266), Sailly-les-Yaucres (1331), Sailly-le-Vert, Grand-Sailly, Sailly-l'Eau-reste, Sailly-Loret, Sailly-Lorette, qui signifierait, lieu planté de saules où l'eau reste.

## Histoire

### Moyen Âge
- La terre de Sailly-Laurette fut l'une des premières donations faites à l'abbaye de Corbie qui en détenait la seigneurie foncière.
- En 1079, Enguerrand de Boves associa l'abbé de Corbie à la justice de Sailly-Laurette.
- En mars 1204, Robert de Boves reconnaissait que Gaucher III de Châtillon, comte de Saint-Pol et seigneur d'Encre et Élisabeth de Campdavaine, son épouse, lui avaient donné en fief tous leurs biens de Sailly et leur fit hommage.
- En 1331, l'abbé-comte de Corbie prit la moitié des terrages à Simon de Fouilloy.
- En 1332, Jean Pesquerainnes échangea une pêcherie de Saily li aurech contre des pièces de terres à Sailly-le-Sec.
- En 1340, l'abbaye de Corbie acheta à Mathieu de Créquy, seigneur d'Heilly, le tiers des dîmes de Sailly, le chapitre de Saint-Nicolas d'Amiens et celui de Fouilloy possédant les deux autres tiers. La neuvième gerbe revenait au curé de Sailly-Laurette, nommé par le chapitre de Saint-Nicolas[18].

### Époque moderne
- Le 26 juillet 1514, par une sentence de l'évêque d'Amiens, les habitants de Cerisy obtenaient le droit de faire paître leurs bestiaux dans les marais entre Cerisy et la cense de Gailly et la Somme jusqu'à la Cauchie et le moulin de Sailly-l'Eau-reste.
- En 1615, les soldats du maréchal d'Ancre, ruinèrent le village.
- Le 4 août 1636, les troupes espagnoles traversèrent la Somme entre Cerisy et Sailly-Laurette et brûlèrent ce village. Il reste dans la toponymie des traces du passage de la soldatesque avec des lieux-dits comme le Dragon, le Coup de Dague...
- Selon le père Daire, il existait à Sailly-Laurette, un port sur la Somme par lequel les céréales étaient expédiées vers Amiens.
- La tourbe extraite des marais de Sailly-Laurette était l'une des plus estimées de la vallée de la Somme.
- En 1750, l'abbé de Corbie fit dresser un plan terrier répertoriant les parcelles de la paroisse.
- A la fin du XVIIIe siècle, l'église Saint-Quentin-et-Sainte-Benoîte de Sailly-Laurette fut reconstruite, elle possédait une relique de ces deux saints[18].

### Époque contemporaine
- En 1871, Sailly-Laurette subit un pillage de deux heures par les soldats prussiens. Vingt-cinq jeunes gens de la commune combattirent pendant l'Année terrible, deux moururent au combat et trois furent blessés[1].
- Sailly-Laurette a été détruit pendant la Première Guerre mondiale, au cours de la bataille de la Somme.
- Le 1er janvier 1966, situé sur la rive gauche de la Somme, Gailly, jusque-là hameau de la commune de Cerisy-Gailly est devenu un hameau de Sailly-Laurette dont il n'est séparé que par la Somme canalisée.

Par arrêté préfectoral du 27 décembre 2016, la commune est détachée le 1er janvier 2017 de l'arrondissement de Péronne pour intégrer l'arrondissement d'Amiens.

## Politique et administration
| Période                                  | Période                      | Identité           | Étiquette | Qualité |
| ---------------------------------------- | ---------------------------- | ------------------ | --------- | ------- |
| Les données manquantes sont à compléter. |                              |                    |           |         |
| mars 1989                                | 2020                         | Jean-Louis Grevin, |           |         |
| 2020,                                    | En cours (au 8 octobre 2020) | Betina Defretin    |           |         |

## Population et société

### Démographie
L'évolution du nombre d'habitants est connue à travers les recensements de la population effectués dans la commune depuis 1793. Pour les communes de moins de 10 000 habitants, une enquête de recensement portant sur toute la population est réalisée tous les cinq ans, les populations de référence des années intermédiaires étant quant à elles estimées par interpolation ou extrapolation. Pour la commune, le premier recensement exhaustif entrant dans le cadre du nouveau dispositif a été réalisé en 2004.

En 2022, la commune comptait 337 habitants, en évolution de +9,77 % par rapport à 2016 (Somme : −1,26 %, France hors Mayotte : +2,11 %).
| 1793 | 1800 | 1806 | 1821 | 1831 | 1836 | 1841 | 1846 | 1851 |
| ---- | ---- | ---- | ---- | ---- | ---- | ---- | ---- | ---- |
| 424  | 438  | 475  | 532  | 580  | 613  | 601  | 605  | 637  |

| 1856 | 1861 | 1866 | 1872 | 1876 | 1881 | 1886 | 1891 | 1896 |
| ---- | ---- | ---- | ---- | ---- | ---- | ---- | ---- | ---- |
| 652  | 657  | 625  | 588  | 572  | 590  | 575  | 522  | 435  |

| 1901 | 1906 | 1911 | 1921 | 1926 | 1931 | 1936 | 1946 | 1954 |
| ---- | ---- | ---- | ---- | ---- | ---- | ---- | ---- | ---- |
| 412  | 392  | 329  | 195  | 247  | 224  | 249  | 257  | 206  |

| 1962 | 1968 | 1975 | 1982 | 1990 | 1999 | 2004 | 2006 | 2009 |
| ---- | ---- | ---- | ---- | ---- | ---- | ---- | ---- | ---- |
| 201  | 242  | 200  | 185  | 231  | 266  | 285  | 280  | 309  |

| 2014 | 2019 | 2022 | - | - | - | - | - | - |
| ---- | ---- | ---- | - | - | - | - | - | - |
| 313  | 327  | 337  | - | - | - | - | - | - |

### Enseignement
En 2025, le regroupement pédagogique intercommunal scolarise les enfants du village avec ceux de Sailly-le-Sec et Cerisy-Morcourt. Une classe est menacée de fermeture à la rentrée de septembre.

## Économie

### Activités économiques et de services
L'agriculture reste l'activité dominante de la commune.

## Culture locale et patrimoine

### Lieux et monuments
- Église Saint-Quentin[30],[31]: reconstruite dans l'entre-deux-guerres.

- Monument à Wilfred Owen : près de l'écluse du canal de la Somme. Wilfred Owen blessé au cours de la bataille de la Somme a été évacué par péniche et a séjourné à Sailly-Laurette. le monument se compose d'un socle en pierre surmonté de la colombe de la paix sur un nid. Il est l'œuvre du sculpteur allemand Titus Reinarz.
- Cimetière militaire britannique Beacon Cemetery

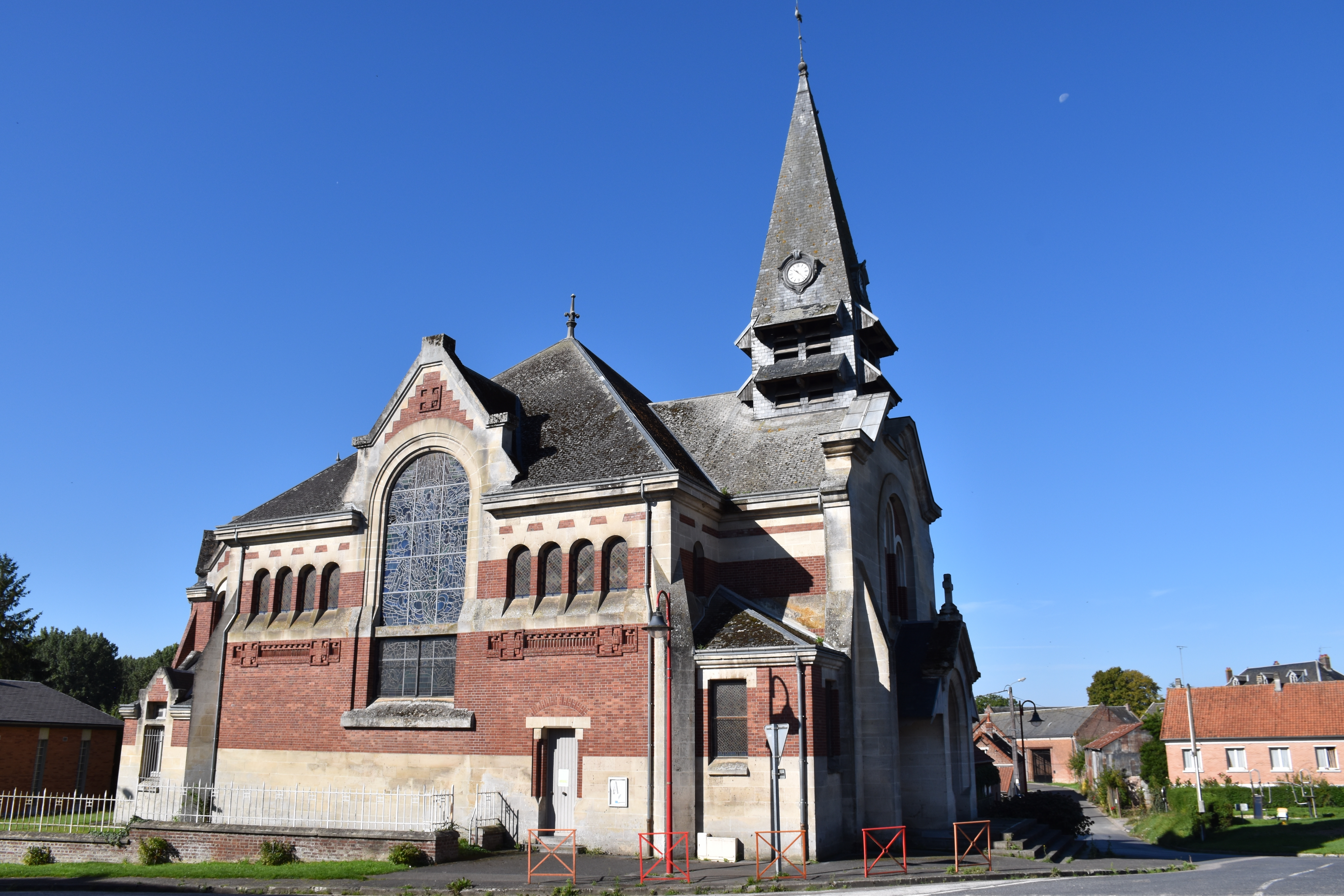
Église Saint-Quentin-et-Sainte-Benoîte.
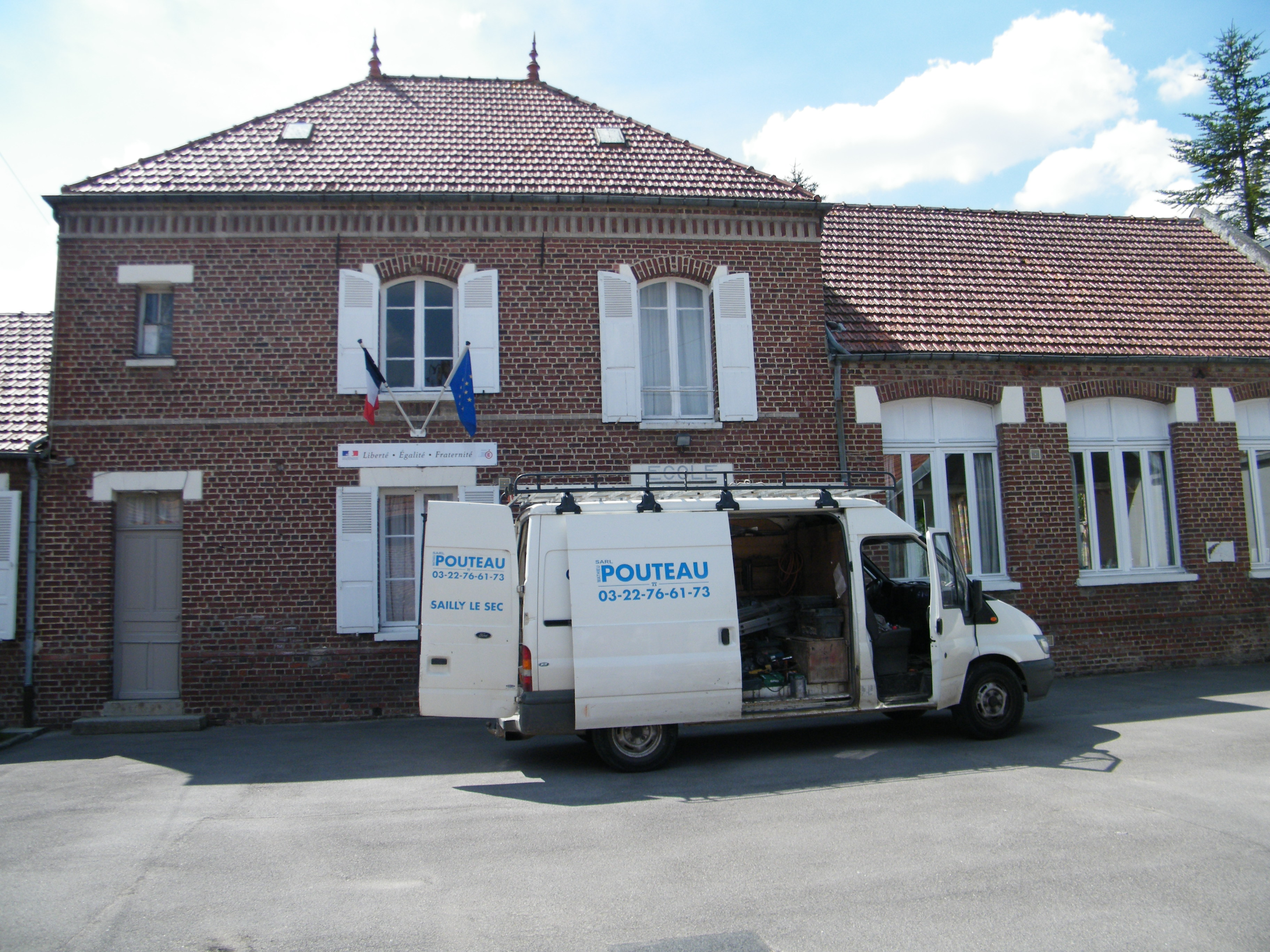
École.
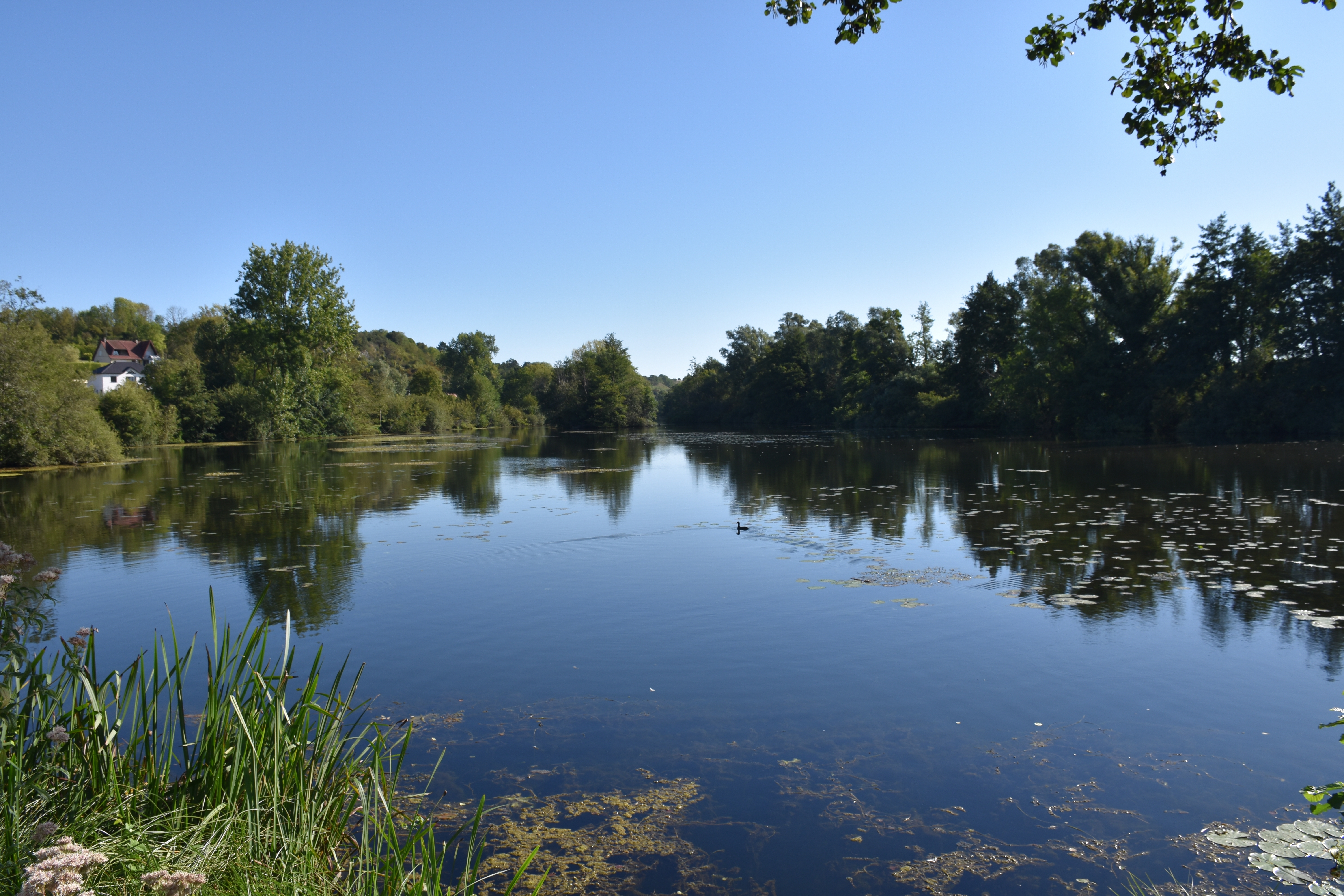
Les étangs.
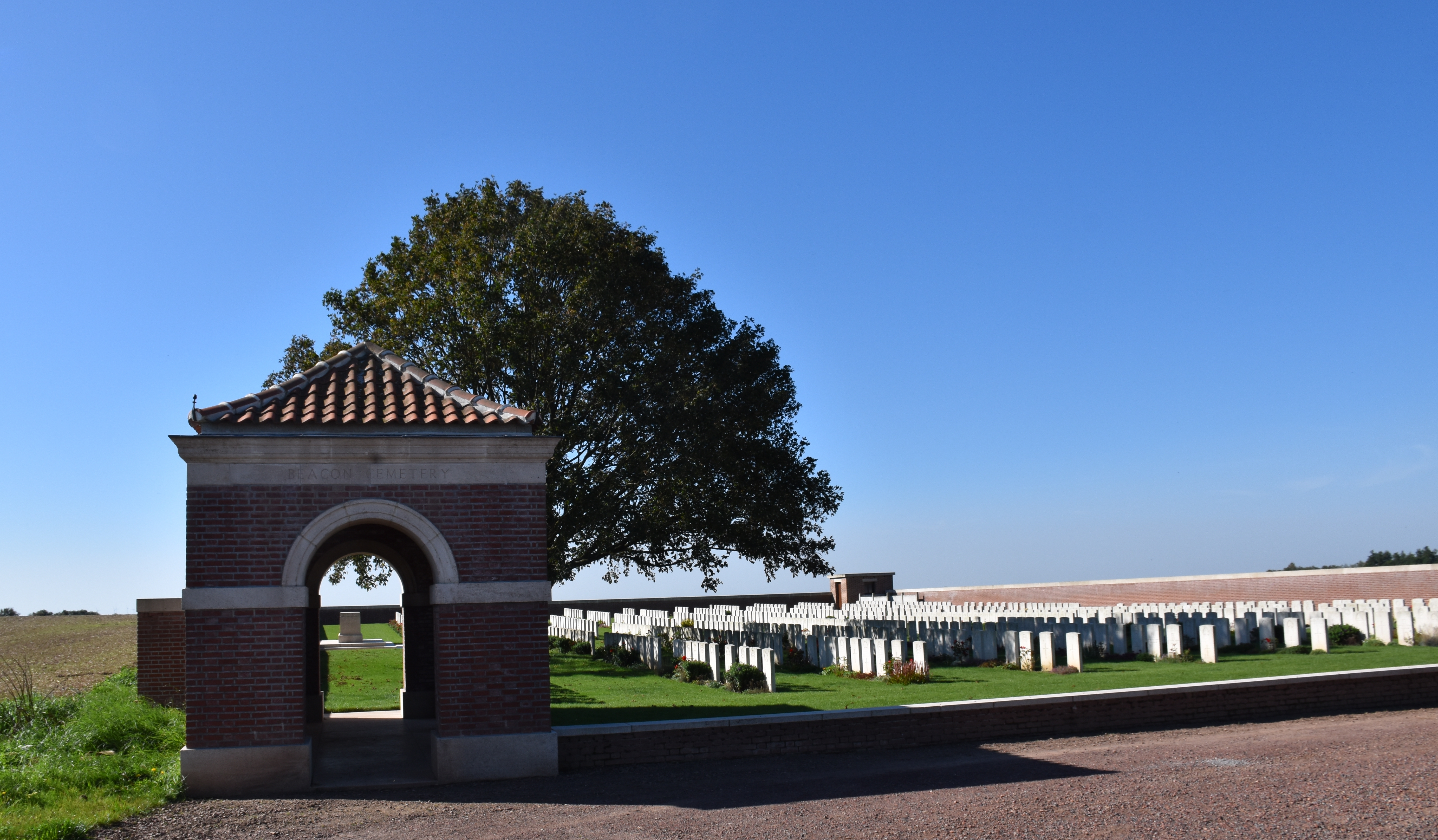
Le cimetière britannique.

### Personnalités liées à la commune
- Wilfred Owen, poète anglais, a composé des poèmes alors qu'il stationnait à Sailly-Laurette pendant la Grande Guerre.

## Pour approfondir